# Elle est partie (film)
Pour les articles homonymes, voir Elle est partie.
Pour plus de détails, voir Fiche technique et Distribution.
Elle est partie est un  film muet français réalisé par Georges Monca, sorti en 1909.

## Fiche technique
- Réalisateur : Georges Monca
- Scénariste : Adrien Caillard
- Producteur : Ferdinand Zecca
- Société de production : Société cinématographique des auteurs et gens de lettres (S.C.A.G.L.)
- Société de distribution :  Pathé Frères
- Pays d'origine :  France
- Langue : film muet avec les intertitres en français
- Format : Noir et blanc — 35 mm — 1,33:1 — Son : Mono
- Genre : Film dramatique
- Métrage : 270 mètres
- Durée : 9 minutes
- Dates de sortie :
  -  France : 31 décembre 1909
  -  Danemark : 11 février 1910

## Distribution
- Adrien Caillard
- Marguerite Bréval
- Alexandre Colas
- Marguerite Brésil